# Brasão do papa Leão XIV
Em 8 de maio de 2025, o Papa Leão XIV foi eleito e manteve o mesmo brasão de armas e lema que usava durante seu tempo como bispo e arcebispo de Chiclayo (2014–2023), cardeal-diácono de Santa Mônica (2023–2025) e cardeal-bispo de Albano (2025).

## Brasão de armas
O brasão expressa a devoção do Papa a Jesus, Maria e à Igreja. Também reflete sua ligação com a Ordem de Santo Agostinho (OSA).

### Escudo
Partido em banda sinistra de azul e branco; no primeiro campo, uma flor-de-lis de prata; no segundo, um coração ardente transpassado por uma flecha em banda, tudo em vermelho, apoiado sobre um livro ao natural.
O escudo é dividido em duas seções:
A seção superior tem fundo azul com uma flor-de-lis de prata, que é uma forma estilizada do lírio, simbolizando a Virgem Maria;
A seção inferior apresenta um fundo branco (em tonalidade marfim, conforme o uso papal; neste momento, controverso), com um coração vermelho em chamas, perfurado por uma flecha, repousando sobre um livro fechado.

### Controvérsia
A descrição oficial do brasão indica que a metade inferior do escudo é branca, mas em tom marfim, o que vai contra a prática heráldica tradicional de não distinguir tons dentro de uma mesma cor (no caso, prata e branco). Além disso, a imagem divulgada após a eleição mostra o livro em vermelho, em contraste com a descrição heráldica, que o especifica "ao natural"; tradicionalmente marrom, como no brasão que usava como cardeal. Essa inconsistência gerou dúvidas quanto à exata tintura usada no escudo.
O heráldico italiano Marco Foppoli, com relações próximas ao Vaticano, criticou publicamente o brasão, considerando-o “sem vigor gráfico, sem alma e sem força evocativa particular”. Ressaltou ainda a incongruência entre o campo de cor amanteigada e o lírio prateado, o que atribuiu a uma interpretação equivocada e rara inspirada em insígnias de ordens eclesiásticas, sugerindo que tal escolha deveria ter sido corrigida.

### Lema
O lema em latim é In Illo Uno Unum, que significa oficialmente "No único Cristo, somos um" e foi retirado dos escritos de Santo Agostinho e expressa a ideia de que "embora nós cristãos sejamos muitos, no único Cristo somos um".

### Símbolos papais
O brasão também inclui símbolos tradicionais do papado:
- Uma mitra (cobertura litúrgica da cabeça)
- Duas chaves cruzadas atrás do escudo

## Significado
O brasão reflete o desejo do Papa Leão XIV de promover o amor por Jesus, a veneração a Maria e a unidade dentro da Igreja. Ele encarna sua fé e sua herança espiritual agostiniana.